# Présentation (communication)
Pour les articles homonymes, voir Présentation.

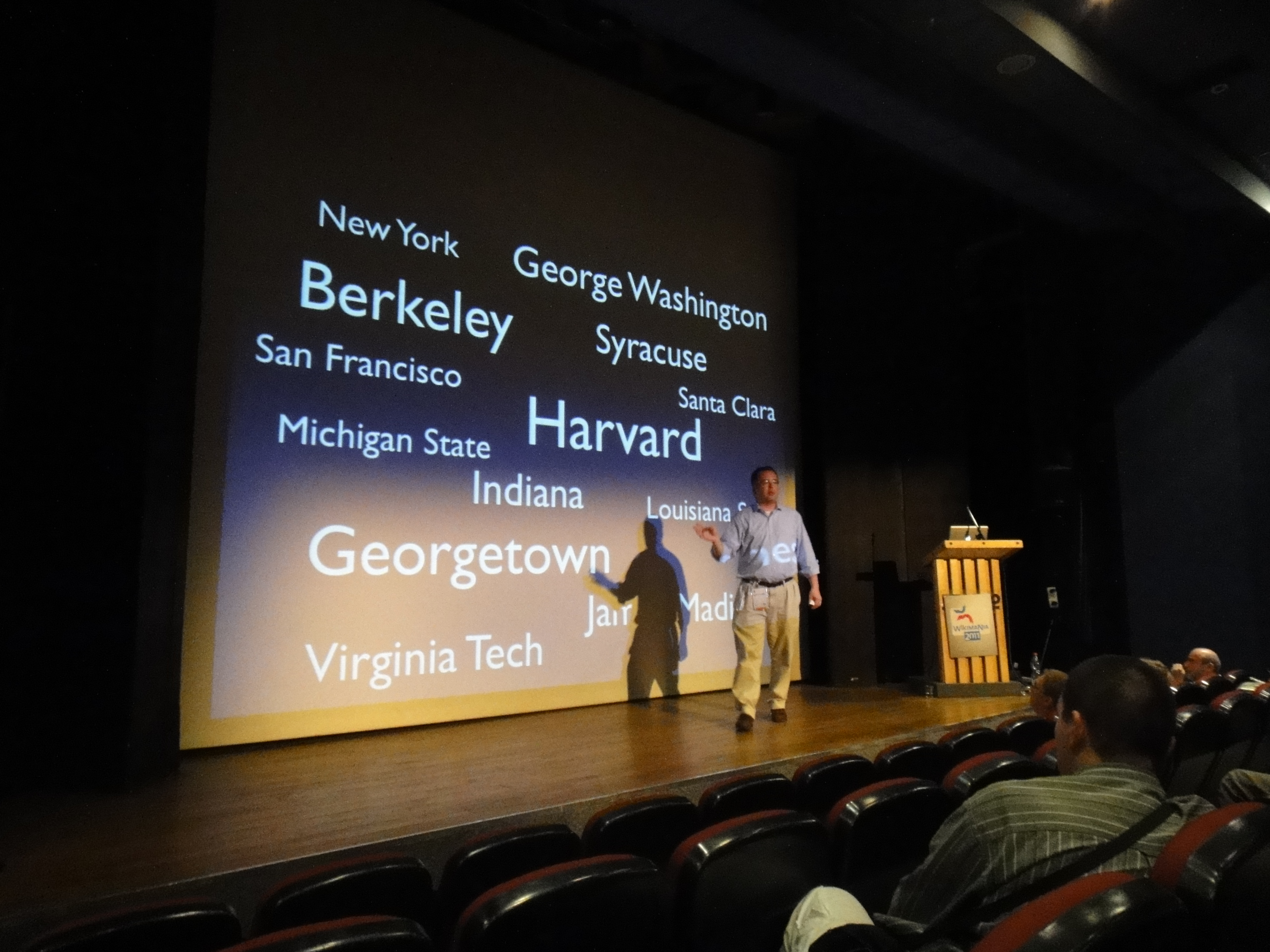
Un orateur faisant une présentation en utilisant un projecteur.

Une présentation est un processus qui consiste à communiquer un sujet à un public. Il s'agit généralement d'une démonstration, d'une introduction, d'une conférence ou d'un discours destiné à informer, persuader, inspirer, motiver ou à susciter la bonne volonté ou à présenter une nouvelle idée ou un nouveau produit.
Le terme peut également être utilisé pour une introduction ou une offre formelle ou ritualisée, comme pour la présentation d'une débutante.
Les présentations dans certains formats sont également connues sous le nom d'allocution d'ouverture.

## Visuels

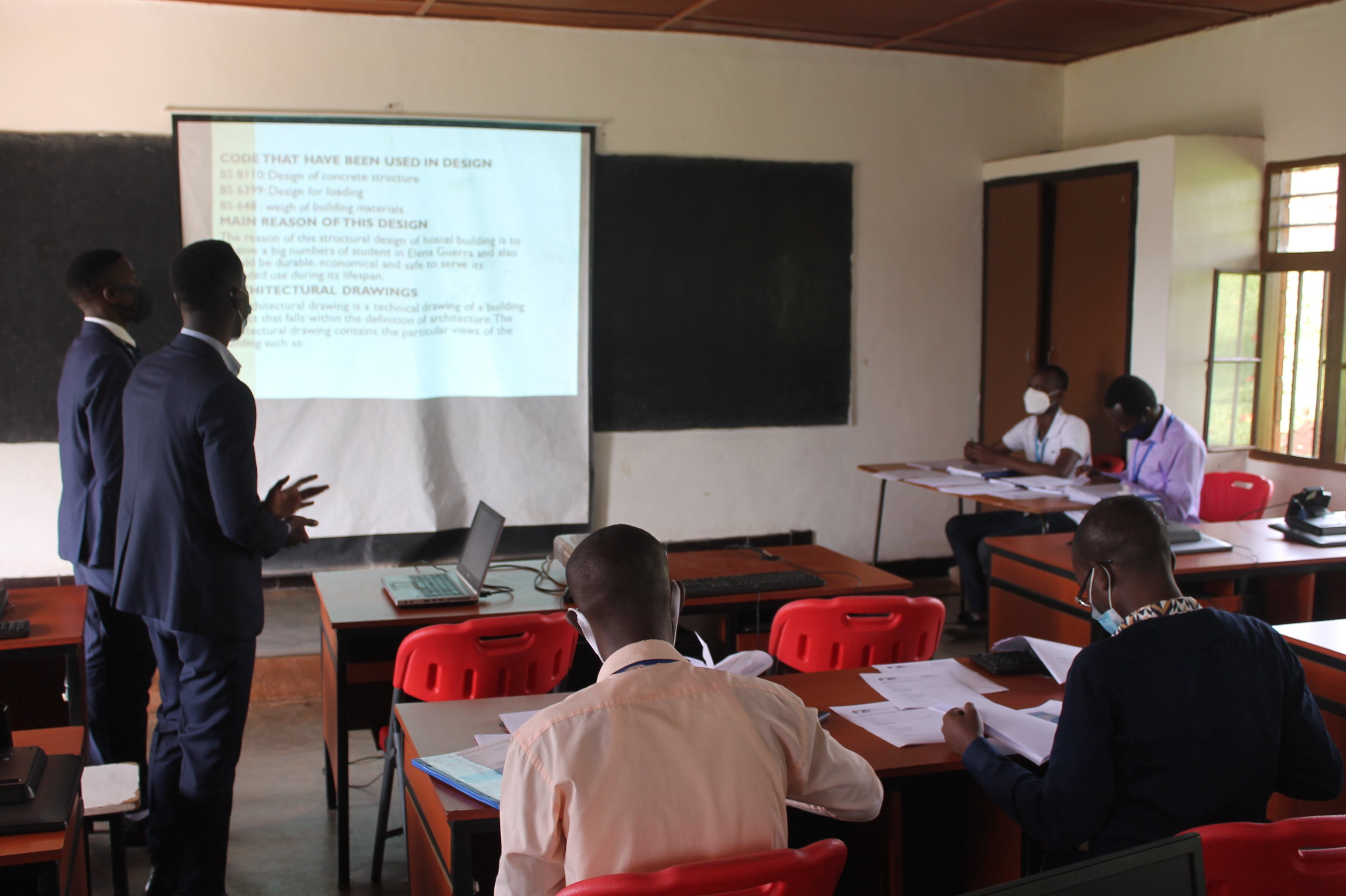
Étudiants présentant leur projet de fin d'études au Rwanda (2021).

Un logiciel de présentation est souvent utilisé pour préparer le contenu d'une présentation. Les logiciels de présentation permettent d'intégrer facilement dans des présentations des contenus tels que du texte, des images, des vidéos, des liens et des effets visuels. Certains logiciels permettent également de développer des présentations de façon collaborative, par exemple par des personnes géographiquement dispersées utilisant Internet. Les logiciels de présentation les plus utilisés sont ceux d'Apple, de Google et de Microsoft.
Microsoft PowerPoint et Google Slides sont des outils efficaces pour développer des présentations. Google Slides permet aussi à des groupes de travailler ensemble en utilisant Google Drive pour informer chaque contributeur à mesure que des éléments sont ajoutés ou modifiés.